# 大明混一図

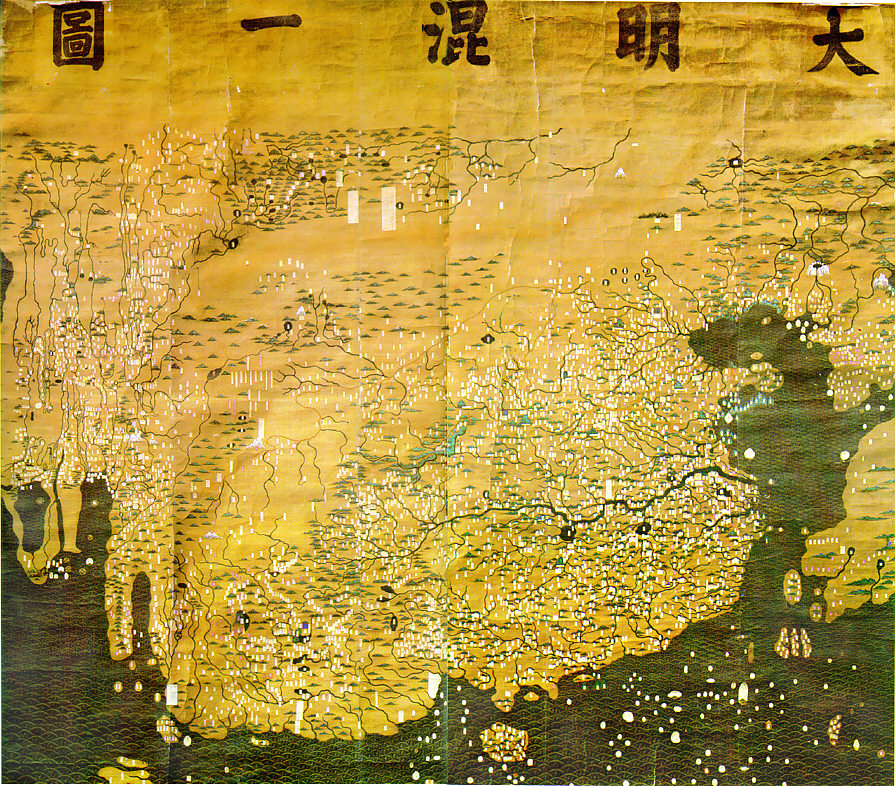
大明混一図

大明混一図は中国明代の世界地図で、386×456cm。最初漢語で地名が記載され、清代に満州語で追記された。
いつ作成されたかは定かではなく、1389年説は、洪武二十二年の行政区分を正確に反映していることを根拠としている。最古の東アジア世界の地図の一つである。中国の描画方式の一般形式である、旧大陸－中国を中央に、モンゴル高原を北に、ジャワ島を南に、日本を東に、ヨーロッパとアフリカを西に配置している。

## 関連資料
- 蒙古山水地図